# Kolem jezera Čching-chaj 2023
21. ročník etapového cyklistického závodu Kolem jezera Čching-chaj se konal mezi 9. a 16. červencem 2023 v okolí čínského jezera Čching-chaj. Celkovým vítězem se stal Eritrejec Henok Mulubrhan z týmu Green Project–Bardiani–CSF–Faizanè. Na druhém a třetím místě se umístili Uruguayec Eric Fagúndez (Burgos BH) a Ital Davide Baldaccini (Team Corratec–Selle Italia). Závod byl součástí UCI ProSeries 2023 na úrovni 2.Pro.

## Týmy
Závodu se zúčastnilo 5 UCI ProTeamů, 14 UCI Continental týmů a 3 národní týmy. Všechny týmy nastoupily na start se sedmi jezdci, závod tak odstartovalo 147 jezdců. Do cíle u jezera Čcha-kcha dojelo 104 z nich.
UCI ProTeamy
- Bolton Equities Black Spoke
- Burgos BH
- Euskaltel–Euskadi
- Green Project–Bardiani–CSF–Faizanè
- Team Corratec–Selle Italia

UCI Continental týmy
- 7 Eleven–Cliqq–air21 by Roadbike Philippines
- Abloc CT
- Bodywrap LTwoo Cycling Team
- China Glory Continental Cycling Team
- Li-Ning Star Cycling Team
- Nusantara Cycling Team
- Shandong Green Orange Continental Team
- Shenzhen Xidesheng Cycling Team
- St George Continental Cycling Team
- Tarteletto–Isorex
- Team Coop–Repsol
- Team Medellín–EPM
- The Hurricane & Thunder Cycling Team
- Tianyoude Hotel Cycling Team

Národní týmy
- Čína
- Mongolsko
- Thajsko

## Trasa a etapy
| Etapa         | Datum         | Trasa                       | Vzdálenost | Typ        | Typ                 | Vítěz                     |
| ------------- | ------------- | --------------------------- | ---------- | ---------- | ------------------- | ------------------------- |
| 1             | 9. července   | Si-ning – Si-ning           | 108,8 km   |            | Rovinatá etapa      | Timothy Dupont (BEL)      |
| 2             | 10. července  | Tuo-pa – Kuej-te            | 132,35 km  |            | Zvlněná etapa       | Nils Sinschek (NED)       |
| 3             | 11. července  | Kuej-te – Chu-ču            | 201,12 km  |            | Středně těžká etapa | Davide Baldaccini (ITA)   |
| 4             | 12. července  | Chu-ču – Men-jüan           | 188,69 km  |            | Rovinatá etapa      | Frank van den Broek (NED) |
| 5             | 13. července  | Men-jüan – Čchi-lien-šan    | 170 km     |            | Zvlněná etapa       | Enrico Zanoncello (ITA)   |
| 6             | 14. července  | Čchi-lien-šan – Si-chaj-čen | 205,95 km  |            | Zvlněná etapa       | Attilio Viviani (ITA)     |
| 7             | 15. července  | Si-chaj-čen – Kung-che      | 127,25 km  |            | Zvlněná etapa       | Henok Mulubrhan (ERI)     |
| 8             | 16. července  | Kung-che – Čcha-kcha        | 200,27 km  |            | Rovinatá etapa      | Timothy Dupont (BEL)      |
| Celková délka | Celková délka | Celková délka               | 1338,43 km | 1338,43 km | 1338,43 km          | 1338,43 km                |

## Průběžné pořadí
| Etapa          | Vítěz               | Celkové pořadí  | Bodovací soutěž | Vrchařská soutěž | Soutěž asijských jezdců | Soutěž týmů                        |
| -------------- | ------------------- | --------------- | --------------- | ---------------- | ----------------------- | ---------------------------------- |
| 1              | Timothy Dupont      | Timothy Dupont  | Timothy Dupont  | neuděleno        | Thanakhan Chaiyasombat  | Burgos BH                          |
| 2              | Nils Sinschek       | Nils Sinschek   | Nils Sinschek   | Wilmar Paredes   | Lü Sien-ťing            | Team Coop–Repsol                   |
| 3              | Davide Baldaccini   | Wilmar Paredes  | Henok Mulubrhan | Alessio Nieri    | Lü Sien-ťing            | Team Coop–Repsol                   |
| 4              | Frank van den Broek | Wilmar Paredes  | Henok Mulubrhan | Alessio Nieri    | Lü Sien-ťing            | Team Coop–Repsol                   |
| 5              | Enrico Zanoncello   | Wilmar Paredes  | Henok Mulubrhan | Alessio Nieri    | Lü Sien-ťing            | Team Coop–Repsol                   |
| 6              | Attilio Viviani     | Wilmar Paredes  | Henok Mulubrhan | Alessio Nieri    | Lü Sien-ťing            | Team Coop–Repsol                   |
| 7              | Henok Mulubrhan     | Eric Fagúndez   | Henok Mulubrhan | Alessio Nieri    | Saeid Safarzadeh        | Green Project–Bardiani–CSF–Faizanè |
| 8              | Timothy Dupont      | Henok Mulubrhan | Henok Mulubrhan | Alessio Nieri    | Saeid Safarzadeh        | Green Project–Bardiani–CSF–Faizanè |
| Konečné pořadí | Konečné pořadí      | Henok Mulubrhan | Henok Mulubrhan | Alessio Nieri    | Saeid Safarzadeh        | Green Project–Bardiani–CSF–Faizanè |

- V 2. etapě nosil Mārtiņš Pluto, jenž byl druhý v bodovací soutěži, zelený dres, neboť lídr této klasifikace Timothy Dupont nosil žlutý dres lídra celkového pořadí.
- Ve 3. etapě nosil Henok Mulubrhan, jenž byl třetí v bodovací soutěži, zelený dres, neboť lídr této klasifikace Nils Sinschek nosil žlutý dres lídra celkového pořadí a druhý závodník této klasifikace Wilmar Paredes nosil puntíkovaný dres lídra vrchařské soutěže.

## Konečné pořadí
| Legenda | Legenda                          | Legenda | Legenda                                 |
| ------- | -------------------------------- | ------- | --------------------------------------- |
|         | Označuje lídra celkového pořadí  |         | Označuje lídra bodovací soutěže         |
|         | Označuje lídra vrchařské soutěže |         | Označuje lídra soutěže asijských jezdců |

### Celkové pořadí
| Pořadí | Jezdec                            | Tým                                  | Čas         |
| ------ | --------------------------------- | ------------------------------------ | ----------- |
| 1      | Henok Mulubrhan (ERI)             | Green Project–Bardiani–CSF–Faizanè   | 31h 14' 57" |
| 2      | Eric Fagúndez (URU)               | Burgos BH                            | + 0"        |
| 3      | Davide Baldaccini (ITA)           | Team Corratec–Selle Italia           | + 49"       |
| 4      | Marco Murgano (ITA)               | Team Corratec–Selle Italia           | + 1' 02"    |
| 5      | Willie Smit (RSA)                 | China Glory Continental Cycling Team | + 1' 07"    |
| 6      | Mario Aparicio (ESP)              | Burgos BH                            | + 1' 07"    |
| 7      | Cedrik Bakke Christophersen (NOR) | Team Coop–Repsol                     | + 1' 14"    |
| 8      | Magnus Wæhre (NOR)                | Team Coop–Repsol                     | + 1' 15"    |
| 9      | Josh Kench (NZL)                  | Bolton Equities Black Spoke          | + 1' 17"    |
| 10     | Óscar Sevilla (ESP)               | Team Medellín–EPM                    | + 1' 24"    |

### Bodovací soutěž
| Pořadí | Jezdec                         | Tým                                  | Body |
| ------ | ------------------------------ | ------------------------------------ | ---- |
| 1      | Henok Mulubrhan (ERI)          | Green Project–Bardiani–CSF–Faizanè   | 75   |
| 2      | Timothy Dupont (BEL)           | Tarteletto–Isorex                    | 69   |
| 3      | Luke Mudgway (NZL)             | Bolton Equities Black Spoke          | 58   |
| 4      | Enrico Zanoncello (ITA)        | Green Project–Bardiani–CSF–Faizanè   | 54   |
| 5      | Martijn Rasenberg (NED)        | Abloc CT                             | 53   |
| 6      | Attilio Viviani (ITA)          | Team Corratec–Selle Italia           | 44   |
| 7      | Andoni López de Abetxuko (ESP) | Euskaltel–Euskadi                    | 41   |
| 8      | Nils Sinschek (NED)            | Abloc CT                             | 36   |
| 9      | Willie Smit (RSA)              | China Glory Continental Cycling Team | 35   |
| 10     | Wilmar Paredes (COL)           | Team Medellín–EPM                    | 35   |

### Vrchařská soutěž
| Pořadí | Jezdec                        | Tým                                | Body |
| ------ | ----------------------------- | ---------------------------------- | ---- |
| 1      | Alessio Nieri (ITA)           | Green Project–Bardiani–CSF–Faizanè | 18   |
| 2      | Danny Osorio (COL)            | Team Medellín–EPM                  | 15   |
| 3      | Henok Mulubrhan (ERI)         | Green Project–Bardiani–CSF–Faizanè | 13   |
| 4      | Martijn Rasenberg (NED)       | Abloc CT                           | 11   |
| 5      | Wilmar Paredes (COL)          | Team Medellín–EPM                  | 10   |
| 6      | Anton Stensby (NOR)           | Team Coop–Repsol                   | 10   |
| 7      | Andrés Ardila (COL)           | Burgos BH                          | 10   |
| 8      | Óscar Sevilla (ESP)           | Team Medellín–EPM                  | 9    |
| 9      | Myagmarsuren Baasankhuu (MGL) | Mongolsko                          | 8    |
| 10     | Joan Bou (ESP)                | Euskaltel–Euskadi                  | 7    |

### Soutěž asijských jezdců
| Pořadí | Jezdec                        | Tým                             | Čas          |
| ------ | ----------------------------- | ------------------------------- | ------------ |
| 1      | Saeid Safarzadeh (IRN)        | Tianyoude Hotel Cycling Team    | 31h 16' 32"  |
| 2      | Ťün-čchi Šao (CHN)            | Li Ning Star                    | + 33' 58"    |
| 3      | Jü-cheng Li (CHN)             | Shenzhen Xidesheng Cycling Team | + 43' 31"    |
| 4      | Kchuej-čcheng Wang (CHN)      | Bodywrap LTwoo Cycling Team     | + 49' 25"    |
| 5      | Bilguunjargal Erdenebat (MGL) | Mongolsko                       | + 52' 39"    |
| 6      | Č'-šan Čang (CHN)             | Tianyoude Hotel Cycling Team    | + 1h 00' 49" |
| 7      | Ťin-čchun Liou (CHN)          | Shenzhen Xidesheng Cycling Team | + 1h 13' 58" |
| 8      | Myagmarsuren Baasankhuu (MGL) | Mongolsko                       | + 1h 21' 50" |
| 9      | Jü-tchao Šen (CHN)            | Čína                            | + 1h 27' 10" |
| 10     | Ťien-cchaj Wang (CHN)         | Tianyoude Hotel Cycling Team    | + 1h 34' 13" |

### Soutěž týmů
| Pořadí | Tým                                  | Čas          |
| ------ | ------------------------------------ | ------------ |
| 1      | Green Project–Bardiani–CSF–Faizanè   | 93h 48' 53"  |
| 2      | Bolton Equities Black Spoke          | + 1' 00"     |
| 3      | Team Coop–Repsol                     | + 1' 15"     |
| 4      | Team Medellín–EPM                    | + 4' 48"     |
| 5      | China Glory Continental Cycling Team | + 6' 57"     |
| 6      | Euskaltel–Euskadi                    | + 11' 22"    |
| 7      | Team Corratec–Selle Italia           | + 32' 18"    |
| 8      | Burgos BH                            | + 38' 39"    |
| 9      | Tianyoude Hotel Cycling Team         | + 52' 08"    |
| 10     | Tarteletto–Isorex                    | + 1h 19' 08" |